# Тейлор, Брайан (баскетболист)
Брайан Дуайт Тейлор (англ. Brian Dwight Taylor; родился 9 июня 1951 года, Перт-Амбой, штат Нью-Джерси, США) — американский профессиональный баскетболист. Двукратный чемпион АБА в составе клуба «Нью-Йорк Нетс» (1974, 1976).

## Карьера игрока
Играл на позиции разыгрывающего защитника. Учился в Принстонском университете, в 1972 году был выбран на драфте НБА под 23-м номером командой «Сиэтл Суперсоникс», однако не сыграл за неё ни одного матча. Позже выступал за команды «Канзас-Сити Кингз», «Денвер Наггетс» и «Сан-Диего Клипперс». Всего в НБА провёл 6 сезонов. Один раз включался во 2-ю сборную всех звёзд защиты НБА (1977). Всего за карьеру в НБА сыграл 330 игр, в которых набрал 4064 очка (в среднем 12,3 за игру), сделал 797 подборов, 1476 передач, 606 перехватов и 82 блок-шота.
Первые четыре сезона своей профессиональной карьеры Тейлор провёл в АБА, выступая за команду «Нью-Йорк Нетс». Всего за карьеру в АБА он сыграл 271 игру, в которых набрал 3804 очка (в среднем 14,0 за игру), сделал 811 подборов, 1002 передачи, 500 перехватов и 70 блок-шотов. В сезонах 1973/1974 и 1975/1976 годов Тейлор стал чемпионом АБА в составе «Нетс». Два раза принимал участие в матче всех звёзд АБА (1975—1976). Признавался новичком года АБА (1973). Включался в 1-ю сборную новичков АБА (1973). Один раз включался во 2-ю сборную всех звёзд АБА (1975). Два раза включался в 1-ю сборную всех звёзд защиты АБА (1975—1976).

## Статистика

### Статистика в НБА
| Сезон                                                                                    | Команда            | Регулярный сезон | Регулярный сезон | Регулярный сезон | Регулярный сезон | Регулярный сезон | Регулярный сезон | Регулярный сезон | Регулярный сезон | Регулярный сезон | Регулярный сезон | Регулярный сезон | Серия плей-офф | Серия плей-офф | Серия плей-офф | Серия плей-офф | Серия плей-офф | Серия плей-офф | Серия плей-офф | Серия плей-офф | Серия плей-офф | Серия плей-офф | Серия плей-офф |
| Сезон                                                                                    | Команда            | GP               | GS               | MPG              | FG%              | 3P%              | FT%              | RPG              | APG              | SPG              | BPG              | PPG              | GP             | GS             | MPG            | FG%            | 3P%            | FT%            | RPG            | APG            | SPG            | BPG            | PPG            |
| ---------------------------------------------------------------------------------------- | ------------------ | ---------------- | ---------------- | ---------------- | ---------------- | ---------------- | ---------------- | ---------------- | ---------------- | ---------------- | ---------------- | ---------------- | -------------- | -------------- | -------------- | -------------- | -------------- | -------------- | -------------- | -------------- | -------------- | -------------- | -------------- |
| 1976/77                                                                                  | Канзас-Сити        | 72               |                  | 34,6             | 50,4             |                  | 81,8             | 3,3              | 4,4              | 2,8              | 0,2              | 17,0             | Не участвовал  | Не участвовал  | Не участвовал  | Не участвовал  | Не участвовал  | Не участвовал  | Не участвовал  | Не участвовал  | Не участвовал  | Не участвовал  | Не участвовал  |
| 1977/78                                                                                  | Денвер             | 39               |                  | 31,3             | 45,2             |                  | 76,5             | 2,5              | 3,4              | 1,8              | 0,2              | 11,6             | Не участвовал  | Не участвовал  | Не участвовал  | Не участвовал  | Не участвовал  | Не участвовал  | Не участвовал  | Не участвовал  | Не участвовал  | Не участвовал  | Не участвовал  |
| 1978/79                                                                                  | Сан-Диего Клипперс | 20               |                  | 10,6             | 36,1             |                  | 88,9             | 1,3              | 1,0              | 1,2              | 0,0              | 3,8              | Не участвовал  | Не участвовал  | Не участвовал  | Не участвовал  | Не участвовал  | Не участвовал  | Не участвовал  | Не участвовал  | Не участвовал  | Не участвовал  | Не участвовал  |
| 1979/80                                                                                  | Сан-Диего Клипперс | 78               |                  | 35,3             | 46,7             | 37,7             | 80,2             | 2,4              | 4,3              | 1,9              | 0,3              | 13,5             | Не участвовал  | Не участвовал  | Не участвовал  | Не участвовал  | Не участвовал  | Не участвовал  | Не участвовал  | Не участвовал  | Не участвовал  | Не участвовал  | Не участвовал  |
| 1980/81                                                                                  | Сан-Диего Клипперс | 80               |                  | 28,9             | 52,5             | 38,3             | 78,9             | 1,9              | 5,5              | 1,5              | 0,3              | 10,1             | Не участвовал  | Не участвовал  | Не участвовал  | Не участвовал  | Не участвовал  | Не участвовал  | Не участвовал  | Не участвовал  | Не участвовал  | Не участвовал  | Не участвовал  |
| 1981/82                                                                                  | Сан-Диего Клипперс | 41               | 40               | 31,1             | 50,3             | 36,5             | 81,8             | 2,3              | 5,6              | 1,1              | 0,2              | 10,8             | Не участвовал  | Не участвовал  | Не участвовал  | Не участвовал  | Не участвовал  | Не участвовал  | Не участвовал  | Не участвовал  | Не участвовал  | Не участвовал  | Не участвовал  |
|                                                                                          | Всего              | 330              | 40               | 31,1             | 48,7             | 37,6             | 80,3             | 2,4              | 4,5              | 1,8              | 0,2              | 12,3             | Не участвовал  | Не участвовал  | Не участвовал  | Не участвовал  | Не участвовал  | Не участвовал  | Не участвовал  | Не участвовал  | Не участвовал  | Не участвовал  | Не участвовал  |
| Наведите курсор мыши на аббревиатуры в заголовке таблицы, чтобы прочесть их расшифровку. |                    |                  |                  |                  |                  |                  |                  |                  |                  |                  |                  |                  |                |                |                |                |                |                |                |                |                |                |                |